# Kukino Satoshi
Satoshi Kukino (sinh ngày 16 tháng 4 năm 1987) là một cầu thủ bóng đá người Nhật Bản.

## Sự nghiệp câu lạc bộ
Satoshi Kukino đã từng chơi cho Kawasaki Frontale, Yokohama FC, Tochigi SC và FC Machida Zelvia.